# Rejon połohowski (1923–2020)
Rejon połohowski – jednostka administracyjna wchodząca w skład obwodu zaporoskiego Ukrainy.
Rejon utworzony w 1923, ma powierzchnię 1340 km² i liczy około 48 tysięcy mieszkańców. Siedzibą władz rejonu są Połohy.
Na terenie rejonu znajdują się 1 miejska rada i 12 silskich rad, obejmujących w sumie 36 wsi i 1 osadę.